# 維拉-亞魯濟基
48°26′42″N 28°2′24″E / 48.44500°N 28.04000°E
維拉-亞魯茲基（烏克蘭語：Вила-Ярузькі）是位於烏克蘭西南部的村莊，由文尼察州裡莫希利夫-波季利斯基区的巴布欽齊市鎮負責管轄。該村始建於1680年，面積2.46平方公里，海拔高度138米，2001年人口514。